# Brabantse Pijl 2017
De 57e editie van de wielerwedstrijd Brabantse Pijl (Frans: Fleche Brabançonne) werd gehouden op woensdag 12 april 2017. De start was in Leuven, de finish in Overijse. De wedstrijd maakte deel uit van de UCI Europe Tour 2017, in de categorie 1.HC. In 2016 won de Tsjech Petr Vakoč. 

## Deelnemende ploegen
| WorldTour                          | ProContinentaal              |
| ---------------------------------- | ---------------------------- |
| Quick-Step Floors                  | Aqua Blue Sport              |
| Bahrein-Merida Pro Cycling Team    | Bardiani CSF                 |
| BMC Racing Team                    | CCC Sprandi Polkowice        |
| Cannondale-Drapac Pro Cycling Team | Cofidis                      |
| Lotto Soudal                       | Direct Énergie               |
| Orica-Scott                        | Fortuneo-Vital Concept       |
| Team Dimension Data                | Gazprom-RusVelo              |
| Team LottoNL-Jumbo                 | Israel Cycling Academy       |
| Team Sunweb                        | Manzana Postobón Team        |
|                                    | Roompot-Nederlandse Loterij  |
|                                    | Sport Vlaanderen-Baloise     |
|                                    | Team Novo Nordisk            |
|                                    | Veranda's Willems-Crelan     |
|                                    | Wanty-Groupe Gobert          |
|                                    | WB Veranclassic-Aqua Protect |

## Uitslag
| Brabantse Pijl 2017 |                         |                              |          |
| Plaats              | Naam                    | Ploeg                        |          |
| Winnaar             | Sonny Colbrelli         | Bahrein-Merida               | 4u44'16" |
| 2                   | Petr Vakoč              | Quick-Step Floors            | z.t.     |
| 3                   | Tiesj Benoot            | Lotto Soudal                 | z.t.     |
| 4                   | Tim Wellens             | Lotto Soudal                 | z.t.     |
| 5                   | Bert-Jan Lindeman       | Team LottoNL-Jumbo           | z.t.     |
| 6                   | Christopher Juul-Jensen | Orica-Scott                  | z.t.     |
| 7                   | Dries Devenyns          | Quick-Step Floors            | z.t.     |
| 8                   | Silvan Dillier          | BMC Racing Team              | z.t.     |
| 9                   | Victor Campenaerts      | Team LottoNL-Jumbo           | + 6"     |
| 10                  | Laurens De Plus         | Quick-Step Floors            | z.t.     |
| 11                  | Michael Matthews        | Team Sunweb                  | + 12"    |
| 12                  | Paul Martens            | Team LottoNL-Jumbo           | z.t.     |
| 13                  | Bryan Coquard           | Direct Énergie               | z.t.     |
| 14                  | Enrico Gasparotto       | Bahrein-Merida               | z.t.     |
| 15                  | Philippe Gilbert        | Quick-Step Floors            | z.t.     |
| 16                  | Alberto Bettiol         | Cannondale-Drapac            | + 16"    |
| 17                  | Maxime Vantomme         | WB Veranclassic-Aqua Protect | z.t.     |
| 18                  | Juan José Lobato        | Team LottoNL-Jumbo           | z.t.     |
| 19                  | Jérôme Baugnies         | Wanty-Groupe Gobert          | z.t.     |
| 20                  | Jelle Vanendert         | Lotto Soudal                 | z.t.     |

1961 · 1962 · 1963 · 1964 · 1965 · 1966 · 1967 · 1968 · 1969 · 1970 · 1971 · 1972 · 1973 · 1974 · 1975 · 1976 · 1977 · 1978 · 1979 · 1980 · 1981 · 1982 · 1983 · 1984 · 1985 · 1986 · 1987 · 1988 · 1989 · 1990 · 1991 · 1992 · 1993 · 1994 · 1995 · 1996 · 1997 · 1998 · 1999 · 2000 · 2001 · 2002 · 2003 · 2004 · 2005 · 2006 · 2007 · 2008 · 2009 · 2010 · 2011 · 2012 · 2013 · 2014 · 2015 · 2016 · 2017 · 2018 · 2019 · 2020 · 2021 · 2022 · 2023 · 2024